# Estella Hijmans-Hertzveld
Estella Dorothea Salomea Hijmans-Hertzveld (Den Haag, 14 juli 1837 – Arnhem, 4 november 1881) was een Nederlands dichter en vertaler.

## Jeugd en begin als dichteres
Hertzvelds ouders waren Salomon Hartog Hertzveld, hoofdcommies van het Departement van financiën, en Devora Elka Halberstamm. Haar vader was afkomstig uit een geslacht van gerenommeerde rabbijnen, maar zelf hield hij niet streng vast aan religieuze tradities; hij bezocht niet vaak een synagoge en hield geen kosjere huishouding. Wel werden Estella en haar vijf broers en zussen met algemene Joodse waarden opgevoed. Ze begon samen met haar zuster Maria al vroeg met dichten en vertalen en publiceerde voor het eerst op haar vijftiende. Haar gedicht Saül's Dood werd toen, in 1852, gepubliceerd in het tijdschrift Vaderlandsche Letter-Oefeningen en vervolgens voorgedragen op een bijeenkomst van de Maatschappij tot nut der Israëlieten in Nederland. Vanaf dat moment was Estella bekend als dichteres binnen Joodse kringen.

## Carrière
Hijmans -Hertzveld ging verder met gedichten uitgeven. Haar werken waren veelal geïnspireerd op Bijbelse verhalen, zoals Elias in de woestijn (1853) en De togt der Israëlieten door de Roode zee (1854). Haar gedichten werden meerdere malen gepubliceerd in het Israëlitisch jaarboekje en de Almanak voor het schoone en goede. Ook schreef ze gedichten over historische figuren, zoals een lofdicht op Maria Theresia van Oostenrijk. Ze onderhield goede contacten met andere Nederlandse schrijvers, zoals Geertruida Bosboom-Toussaint. Ze vertaalde ondertussen ook; ze beheerste het Duits, Engels, Frans, Noors, Italiaans en Hebreeuws. In 1863 trouwde ze met de zakenman Jacobus Hijmans, die twintig jaar ouder was. Uit hun huwelijk werden drie zoons en drie dochters geboren, onder wie Hannah van Biema-Hijmans. Na haar huwelijk gingen Estella en Jacobus in Arnhem wonen en publiceerde ze minder dan voorheen. In die tijd publiceerde ze onder andere enkele gedichten die haar maatschappelijke betrokkenheid lieten zien, zoals een gedicht dat ze in 1863 schreef toen de slavernij in Nederlandse koloniën werd afgeschaft of haar Triomflied der beschaving uit 1866 waarin ze de verschrikkingen van oorlog afkeurt. Ook was ze in 1872 mede-oprichtster en eerste voorzitter van de Arnhemse afdeling van Arbeid Adelt. Deze functie legde ze echter dat jaar nog neer toen haar zoon Willem overleed. Een paar jaar later werd er bij haar tuberculose geconstateerd, waaraan ze in 1881 overleed. Ze is begraven op de Joodse begraafplaats in Wageningen. In haar laatste levensdagen heeft ze een verzameling van haar gedichten samengesteld die na haar dood door haar zwager George Belinfante is uitgegeven.
Estella Hijmans-Hertzveld sprak zich vaak uit voor vrouwenemancipatie. Ze is rond 1870 geportretteerd door Jozef Israëls.

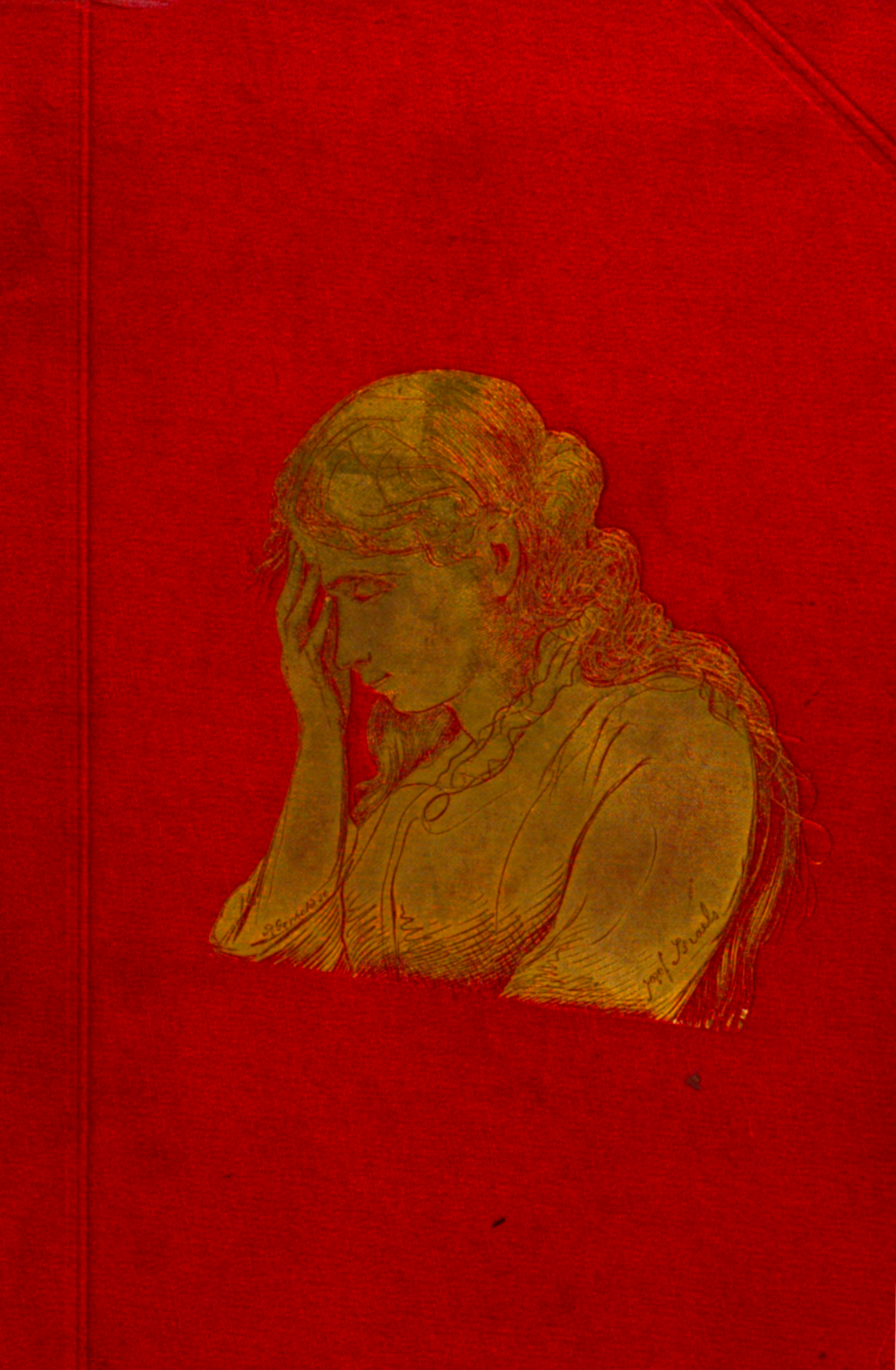
Bundel Gedichten
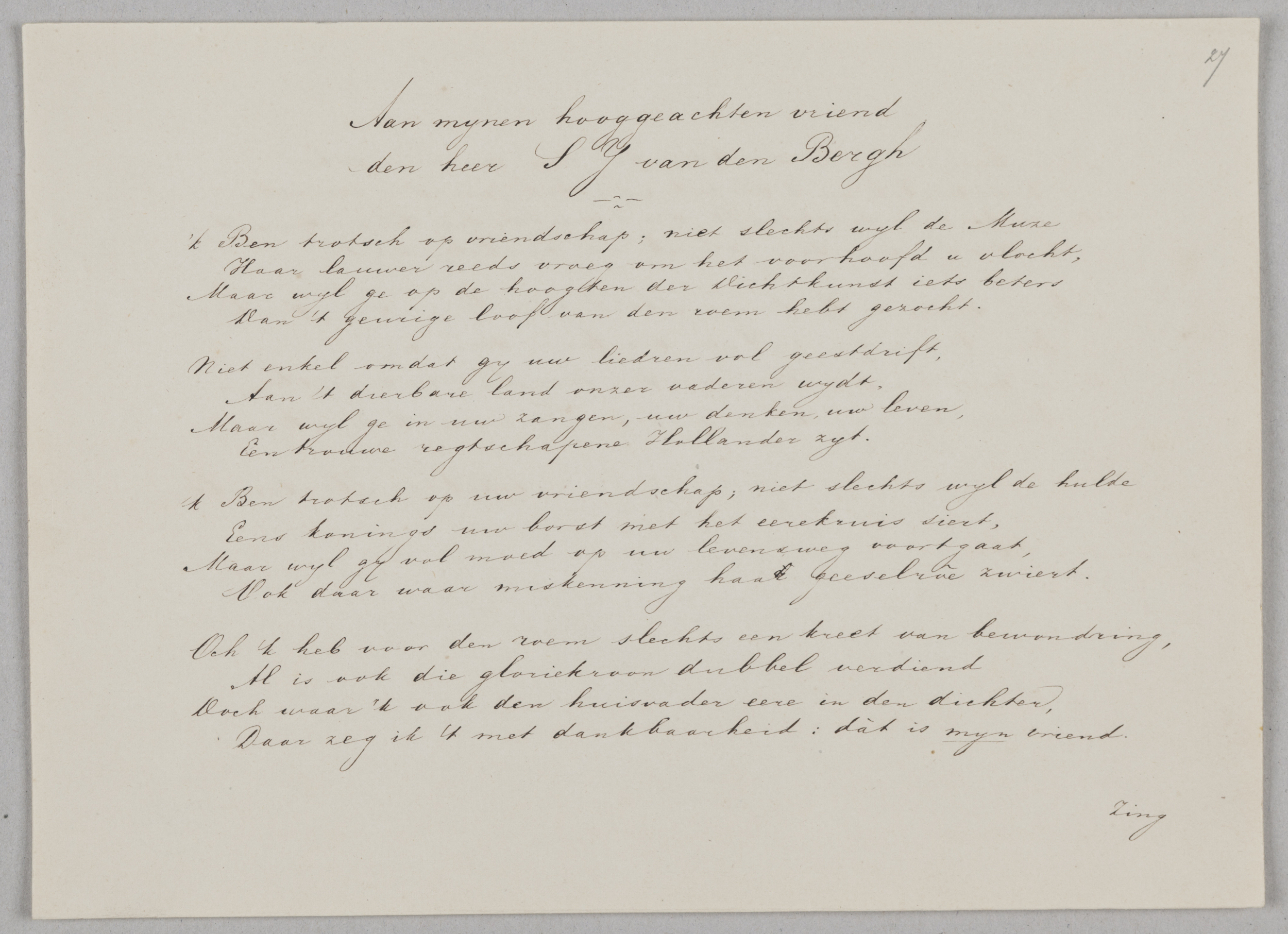
Handschrift van Hertzveld
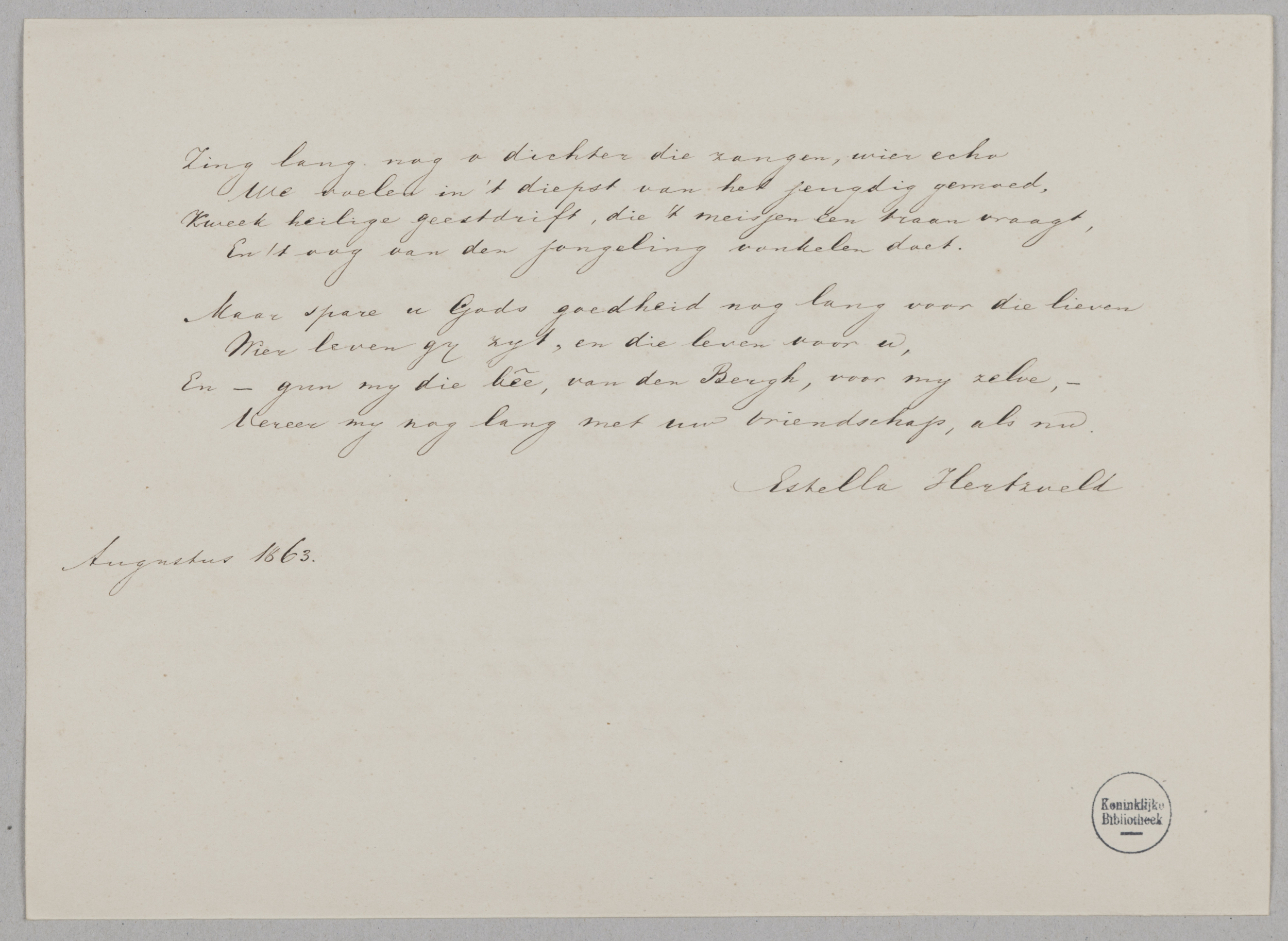